# Каварено
Каварено (итал. Cavareno) — коммуна в Италии, располагается в провинции Тренто области Трентино-Альто-Адидже.
Население составляет 1008 человек (2008 г.), плотность населения составляет 112 чел./км². Занимает площадь 9 км². Почтовый индекс — 38011. Телефонный код — 0463.
Покровительницей коммуны почитается святая равноапостольная Мария Магдалина, празднование 22 июля.

## Демография
Динамика населения:

## Администрация коммуны
- Официальный сайт: http://www.cavareno.org Архивная копия от 21 декабря 2021 на Wayback Machine